# Reincarnation (Футурама)
Reincarnation (рус. «Реинкарнация») — 26 эпизод 6 сезона мультсериала «Футурама».

## Сюжет
Эта серия состоит из 3-х эпизодов, посвящённым разным стилям анимации: чёрно-белый рисунок наподобие старых американских мультфильмов, стиль наподобие старой восьмибитной видеоигры и стиль аниме 60-х годов.

### Цветорама
Мультфильм в стиле чёрно-белых мультфильмов студий Fleischer (англ.), Уолта Диснея (особенно мультфильма «Пароходик Вилли»), Уолтера Ланца. Фраю нравится Лила, но он хочет доказать ей свою любовь. Тем временем Профессор открывает комету, полностью состоящую из алмазов. Профессору нужна пыль из хвоста кометы для того, чтобы этой пылью до блеска натереть своё устройство Судного Дня.
Во время собирания пыли Фрай отлучается, подлетает к комете и пытается отколоть кусок, чтобы потом приделать его к кольцу, которое хочет подарить Лиле, но у него ничего не получается. Тогда Фрай решает взорвать комету, поместив на неё устройство Судного Дня с таймером на 10 часов.
Вечером Фрай и Лила на открытой площадке разговаривают, и Фрай ей говорит, что он сделал. В это же время комета взрывается, однако осколок не попал к Фраю, как он рассчитывал. Вместо этого Комета разломалась на 2 части, и одна из частей попала на Солнце, вызвав радугу необыкновенной красоты. Потом на Солнце попадает второй осколок и делает радугу ещё более насыщенной, да и ещё создав новый цвет. Однако части кометы разбиваются друг о друга, и Землю закидывает алмазной пылью.
Спустя миллиард лет Фрай и Лила заточены в алмазе, который гигантский инопланетянин дарит своей подруге.

### Проблема Будущего 3000
Мультфильм в стиле видеоигры с низким разрешением. Профессор создаёт линзу для микроскопа из мусора алмазной кометы, фигурировавшей в первой части серии. Эта линза настолько сильно увеличивает, что можно увидеть атомы. Профессор проверяет её на бревне, увеличивая всё сильнее и сильнее. Вдруг Профессор увидел то, что может дать ответ на все вопросы в мире, — пиксель. Фарнсворт высчитывает формулу, сводящую все законы физики к пикселю, и теперь этот маленький чёрный квадратик делает невозможное возможным.
Однако профессор в отчаянии — ведь теперь всё всем известно и ни у кого больше нет вопросов. Он получает за открытие пикселя Нобелевскую премию, но она не приносит ему радости. В итоге Профессор понимает, что смыслом его жизни были не ответы на вопросы, а поиск этих ответов. Но тут Фрай подаёт ему идею: а почему же все законы физики такие, какие они есть, а не какие-то другие? Так как ответ на этот вопрос потребует воссоздания условий до Большого взрыва, к Профессору вновь возвращается смысл жизни, и вместе с ним радуется вся команда.
Далее появляется надпись «Уровень пройден. Вставьте монетку для продолжения».

### Отряд Силовой Доставки
Мультфильм в стиле аниме 1960—1970 годов. Нам показывают всех сотрудников Межпланетного экспресса. Далее действие переходит к инопланетянам, которые общаются движениями и танцами. Они поклоняются алмазной комете, но она уничтожается. Инопланетяне в гневе от того, что их Бога уничтожили чужеземцы. Команда Межпланетного экспресса пытается с помощью универсального переводчика наладить контакт с этими пришельцами, но они воспринимают движение губ Лилы как угрозу и решают отомстить за своего погибшего Бога.
Инопланетяне находят планету, которая это сделала, и начинают атаковать. Пришельцы получают ответный огонь, но они быстро уничтожают корабли, в которых никого не было, а сами отправляют на Землю корабль в виде мартышки с тарелками.
Тем временем Эми догадывается, что инопланетные гости общаются с помощью танцев. Фрай и Бендер пытаются наладить контакт с пришельцами, но вместо этого только усугубили ситуацию, сказав своими танцами, что убьют их, а их вдов пустят на дрова. Инопланетяне снова атакуют. Тогда Зойдберг встаёт на платформу, где были Фрай и Бендер, мечом бьёт по своей оболочке, заставляя её треснуть и разломаться и исполняет танец мира (хотя на самом деле он стоит на месте, а камера всё время перемещается). В итоге пришельцы понимают добрые намерения землян и улетают. Команда благодарит Зойдберга.

## Персонажи
Список новых или периодически появляющихся персонажей сериала
- Скраффи
- Сэл
- Роберто
- Линда
- Морбо
- Кьюберт Фарнсворт
- Петуния
- Хэтти МакДугал
- Огден Вёрнструм
- Уолт, Ларри и Игнар
- ЛаБарбара Конрад

## Интересные факты

### Цветорама
- Эми говорит «You’re boopin' my betty» («Вы бупаете мою бетти») — отсылка к мультперсонажу Бетти Буп.
- Момент, где Фрай съедает грибной соус, — это отсылка к мультфильму «Моряк Попай», где Попай ест шпинат для приобретения силы.
- Восьмой, непохожий на все остальные, цвет радуги присутствует в Плоском мире Терри Пратчетта под названием «октарин».
- Финал эпизода пародирует финальную заставку «Looney Tunes».

### Проблема Будущего 3000
- В эпизоде обыгрываются наиболее заметные условности ранних игр для восьмибитных приставок: «закольцованные уровни» некоторых игр, где, уйдя за правый край экрана, персонаж появляется слева; искажённая перспектива, когда для имитации движения по «ширине» помещения персонажи движутся по экрану вверх и вниз.
- Сцена, когда расстроенный Профессор проходит мимо здания Planet Express, пародирует ранние игры о Марио (дизайн облаков и земли, зелёную трубу дальше по улице).
- Описание профессором бревна, лягушки и улитки под микроскопом — это отсылка к стихотворению «Дом, который построил Джек». Оригинальная речь профессора в английской версии является отсылкой к песне «There’s a Hole in the Bottom of the Sea».
- Дальнейшее увеличение микроскопа с алмазной линзой позволяет увидеть глюоны, нейтрино и гравитино в стиле Space Invaders.

### Отряд Силовой Доставки
- Третий эпизод серии стилизован под ряд аниме: «Вольтрон: Защитник Вселенной», «Сейлор Мун» (то, как выглядят Лила и Эми), «Блич» (вид Фрая за столом компании напоминает Ичиго Куросаки) и «Наруто» (когда Зойдберг складывает руки для танца Мира, это напоминает начало складываний печатей, которые владеют лишь избранные из нанятых такие как отец Наруто), и трансформер, который описал Гермес, взят из «Трансформеров в стиле аниме», который Лила решила попросить помощи у него, но он упомянул что при последней стыковке он погиб.
- Для озвучивания третьего эпизода специально были приглашены фандабберы аниме.